# Adam Zamoyski
Adam Stefan Zamoyski (* 11. ledna 1949, New York) je americký historik, potomek starého polského šlechtického rodu Zámojských.

## Životopis
Vzdělání získal na Downside School a The Queen's College v Oxfordu. Je historikem na volné noze a autorem více než dvanácti knih o historii Polska a Napoleonových výbojích.
Byl členem Management Board of the Princes Czartoryski Foundation od roku 2008, avšak v roce 2011 byl odvolán.
V roce 2001 se oženil s Emmou Sergeantovou.

## Dílo
- Chopin: A Biography. New York: Doubleday. ISBN 0-38513-597-1.
- Paderewski. New York: Aetheneum Books. ISBN 0-68911-248-3.
- The Polish Way: A Thousand-Year History of the Poles and Their Culture. Londýn: John Murray. ISBN 0-53115-069-0.
- The Last King of Poland. London: Weidenfeld & Nicolson. ISBN 0-75380-496-4.
- The Czartoryski Museum. London: Azimuth Editions. ISBN 8-38731-267-3.
- Poland: A Traveller's Gazetteer. London: John Murray. ISBN 0-71955-772-0.
- Holy Madness: Romantics, Patriots and Revolutionaries. Londýn: Weidenfeld & Nicolson. ISBN 1-84212-145-6.
- The Forgotten Few: The Polish Air Force in the Second World War. Pen & Sword Books. ISBN 1-84415-090-9.
- Moscow 1812: Napoleon's Fatal March. New York: HarperCollins. ISBN 0-00712-375-2.
- Rites of Peace, The fall of Napoleon & the congress of Vienna. New York: HarperCollins. ISBN 978-0-00719-757-6.
- Warsaw 1920 - Lenin's failed conquest of Europe. New York: HarperCollins. ISBN 978-0-00722-552-1.